# Regne de Kandy
El Regne de Kandy és un antic estat monàrquic situat al centre i l'est de Sri Lanka. Fundat al fi del segle xv, va durar fins al començament del segle xix. A l'origen fou vassall del Regne de Kotte, però Kandy progressivament esdevingué independent a través de les convulsions dels segles xvi i xvii, aliant-se segons les èpoques amb el Regne de Jaffna, la dinastia Nayak de Madurai, el Regne de Sitawaka, els portuguesos i els holandesos per assegurar la seva subsistència. A partir dels anys 1590, va quedar com únic estat indígena independent de l'illa i per una combinació de raids i de diplomàcia va aconseguir mantenir les potències colonials a distància, abans de sucumbir finalment davant els britànics.
Va estar absorbit per l'Imperi britànic en tant que protectorat per la Convenció de Kandy de 1815, a continuació va perdre definitivament la seva autonomia després de la Rebel·lió d'Uva de 1817.

## Nom
Al curs dels segles, el Regne de Kandy ha portat noms variats, sobretot :
- Kanda Uda Pasrata
- Regne de Senkadagala
- Kanda Udarata
- Regne de Mahanuwara
- Sri Wardhanapura
- Sinhala
- Thun Sinhalaya o Tri Sinhala

## Geografia

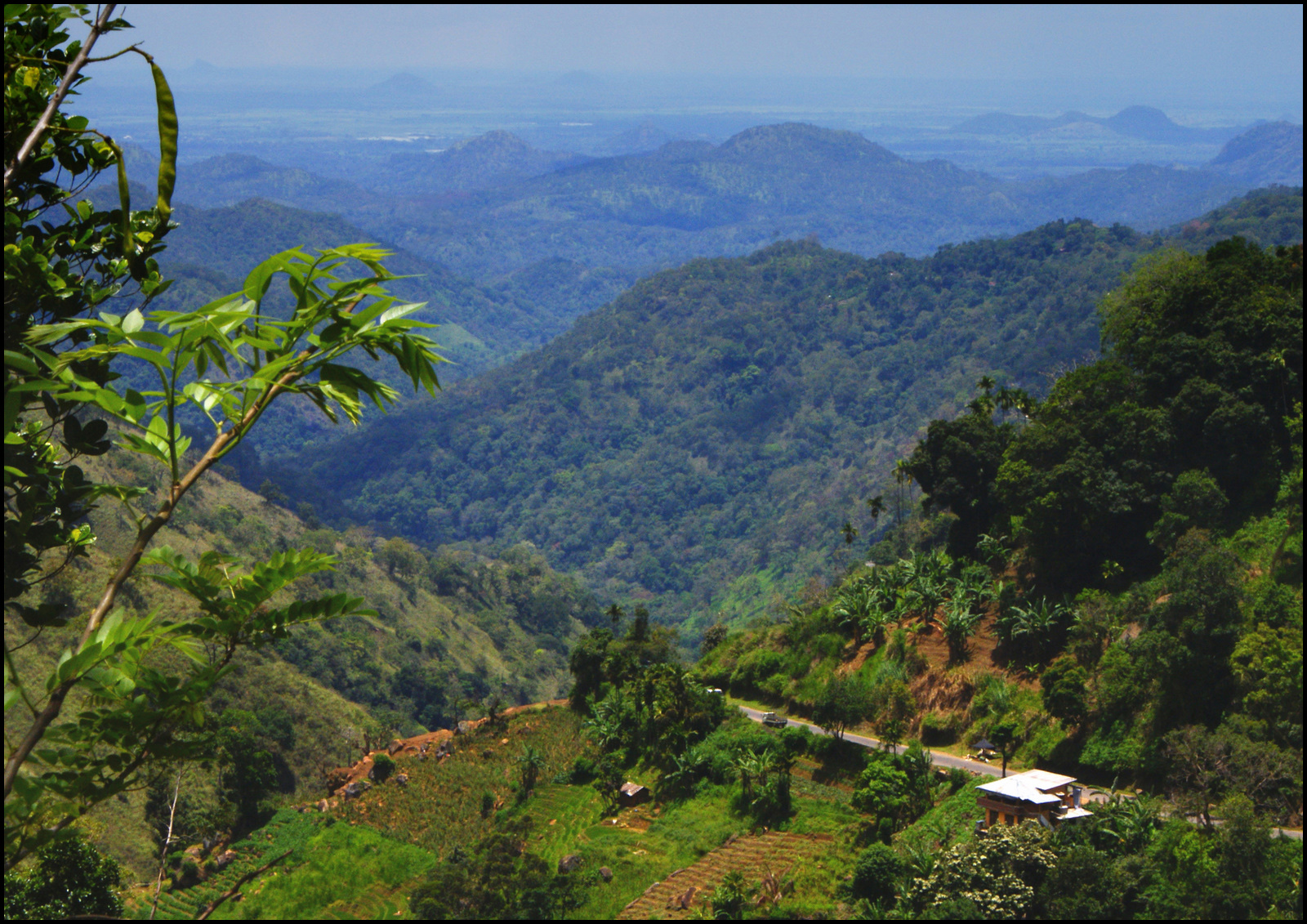
Vista cap al sud des de Ella mostrant els boscos muntanyosos típics del Regne de Kandy.

La més gran part del regne se situava a l'interior muntanyós de l'illa, plantat de boscos; els colls de muntanya conduint a la capital proporcionaven oportunitats d'emboscades. La localització de les vies cap a la ciutat es van mantenir en secret, tota fugida d'informació l'assumpte podia ser castigat de mort. Moltes esdevenien impracticables durant les pluges del monsó i hi havia molt paludisme. Tot al llarg de la seva existència, les tropes del regne van utilitzat el terreny al seu avantatge, practicant la guerrilla contra els invasors i desallotjant els centres urbans importants quan l'enemic se n'apropava — una tàctica utilitzada amb una particular eficàcia durant les Guerres de Kandy del començament del segle xix. Encara que el regne va tenir a vegades accés al port de Batticaloa, no posseïa marina i no va poder impedir els portuguesos i després als holandesos, de mantenir una forta presència a les terres baixes.

## Història

### Fundació
La ciutat de Senkadagalapura (Kandy) fou fundada des del mig del segle xiv, sota el regna de Vikramabahu III (1357–1374).
El centre de Sri Lanka va estar dominat pels reis de Kotte del començament del segle xv a la fi del segle xvi. A mesura que el regne de Kotte s'afeblia davant els portuguesos, la regió va adquirir una certa autonomia, amb Senkadagalapura com a capital. Després de l'assassinat de Vijayabahu l'any 1521, i la partició del regne qui va seguir, Kandy ha afirmar la seva independència i esdevingué un seriós rival pels regnes de l'est i del sud de l'illa.

### Impuls: 1521–1594

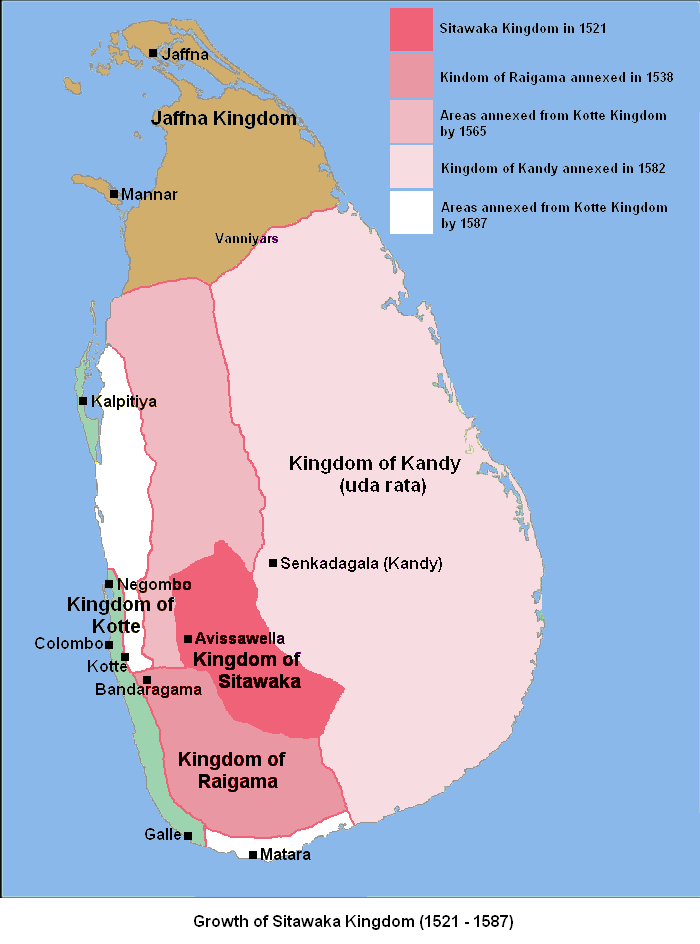
L'expansió del Regne de Sitawaka de 1521 a 1594.

Després de l'assassinat de Vijayabahu el 1521, el regne de Kotte es va escindir en tres estats rivals: el regne de Sitawaka, el regne de Raigama i el regne de Kotte (de Bhuvanekabahu VII). Sitawaka, dirigit per l'enèrgic Mayadunne, era el més amenaçador pels altres. El 1522, els Kandyans van fer aliança amb els portuguesos contra Sitawaka, però aquesta aliança es va trencar l'any 1546, quan les forces de Kotte aliades als portuguesos han envaït el regne. Kandy llavors va ajudar al regne de Jaffna contra els portuguesos l'any 1560.
El territori de Kandy va ser envaït dues vegades, el 1574 i a continuació el 1581, pel nou rei de Sitawaka, Rajasinha I. Rajasinha, que havia ja assolit una important victòria contra els portuguesos a la Batalla de Mulleriyawa l'any 1559, aconseguí annexar el regne; el rei de Kandy Karalliyadde Kumara Bandara (Jayavira III) ba fugir al regne de Jaffna amb la seva jove filla Kusumasana Devi i el seu nebot Yamasinghe Bandara.
Tots dos finalment foren capturats pels portuguesos, convertits al cristianisme i batejats com Donha Catarina i Dom Felipe. A l'interval els Portuguesos havien també elevat pretensions sobre el regne de Kandy, citant la donació de Dharmapala de Kotte l'any 1580 com un precedent.
El domini de Sitawaka sobre Kandy es va revelar difícil. El virrei nomenat per Rajasinha, Wirasundara Mudiyanse, es va amotinar aviat. Encara que la seva revolta va ser aixafada, una altra va esclatar l'any 1588. La resistència es va reunir al voltant de Konnappu Bandara, el fill de Wirasundara qui hi havia fugit a territori portuguès després de l'homicidi del seu pare per agents de Rajasinha. Entra 1591 i 1594, va tornar a la regió i es va apoderar del tron sota el nom de Vimaladharmasuriya. Les seves victòries contra els portuguesos i el regne de Sitawaka, així com el seu matrimoni amb l'hereva legítima Kusumasana Devi van assegurar la seva posició.
Durant el seu ascens, la situació estratègica sobre l'illa havia canviat del tot. Al nord, els Portuguesos havien deposat l'any 1591 al rei Puviraja Pandaram per reemplaçar-ho en el tron de Jaffna pel seu fill Ethirimana Cinkam.
El 1594, Rajasinha I havia mort i el regne de Sitakawa es va desintegrar. Kandy quedava com el sol estat indígena independent. El 1595, Vimaladharmasurya va portar a Kandy la relíquia de la Dent de Buda, el símbol de l'autoritat reial i religiosa pels singalesos, per la qual va fer construir el temple de la Dent.

### Consolidació i relacions amb els holandesos: 1594–1739
Les hostilitats amb els Portuguesos van prosseguir durant tot el regnat de Vimaladharmasurya. El regne de Kandy va donar suport a una rebel·lió dirigida per Domingos Correa i a continuació per Simao Correa, dos singalesos súbdits de Dharmapala de Kotte entre 1594 i 1596. Els portuguesos van aconseguir l'any 1604 apoderar-se del coll de Banala, però les dissensions entra els seus lascarins els va obligar a replegar-se cap a la costa.

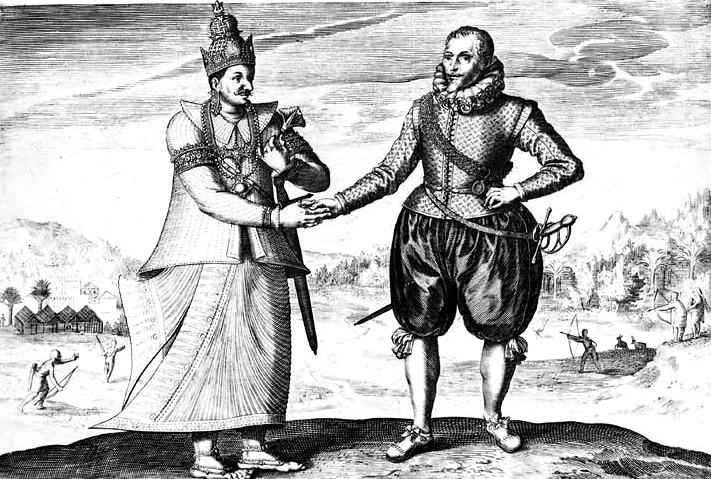
Vimaladharmasurya I rebent a Joris van Spilbergen el 1602 (gravat del)

Les relacions amb la República dels Països-Baixos han començat el 2 de juny de 1602, quan el explorador neerlandès Joris van Spilbergen va arribar a Santhamuruthu, a la costa oriental de l'illa. Més tard el mateix any, la Companyia Holandesa de les Índes Orientals (VOC) va enviar a Sebald de Weert a Kandy per negociar-hi un tractat. Aquesta visita va acabar en una catàstrofe quan el comportament dels visitants va agreujar els seus hostes i en la confusió que va seguir de Weert i diversos dels seus companys foren assassinats.
Vimaladharmasurya va morir l'any 1604. El tron va passar al seu cosí Senarat, qui a aquesta data era bonze, però va abandonar les robes i es va casar amb la vídua del difunt.
El 1611 els portuguesos van ocupar Kandy en nom d'un pretenent, Mayadunne de Uva, i van incendiar la ciutat. El 1619, el rei de Jaffna Cankili II fou deposat i el seu regne absorbit per l'imperi portuguès. Malgrat aquests desastres, Senarat va restar al tron i el 1612 fins i tot va concloure un tractat general amb la VOC. L'ajuda va arribar l'any 1620 sota la forma d'una flota de la Companyia Danesa de les Índies Orientals, però aquesta no va poder mantenir-se a Trincomalee i en fou expulsada pels portuguesos.
Els portuguesos van reforçar les seves posicions als anys 1620 construint els forts a Kalutara, Trincomalee, Batticaloa i Sabaragamuwa, i millorant les fortificacions de Colombo, Galle i Manikkadawara. Però van patir una greu desfeta el 2 d'agost de 1630 a la batalla de Randeniwela en ña que va morir el governador i capità general Constantino de Sá de Noronha va morir. Les tropes de Kandy es van apoderar d'una gran part dels territoris portuguesos però els conflictes interns els van impedir mantenir-los i a la mort de Senarat el 1635 les terres baixes de Sri Lanka havien caigut altre cop sota domini portuguès.
El tron va passar al fill de Senarat, Rajasinha II, que va assolir una victòria important contra els portuguesos el 28 de març de 1638 a la batalla de Gannoruwa. Aquesta fou l'última gran victòria del Regne de Kandy; la batalla va afeblir seriosament la presència portuguesa a l'illa. El maig del mateix any, Rajasinha II va concloure una aliança amb els holandesos que controlaven ara Batàvia. Es va apoderar de Batticaloa i Trincomalee el 1639 i de Galle el 1640, a més d'altres territoris portuguesos a l'interior de l'illa.

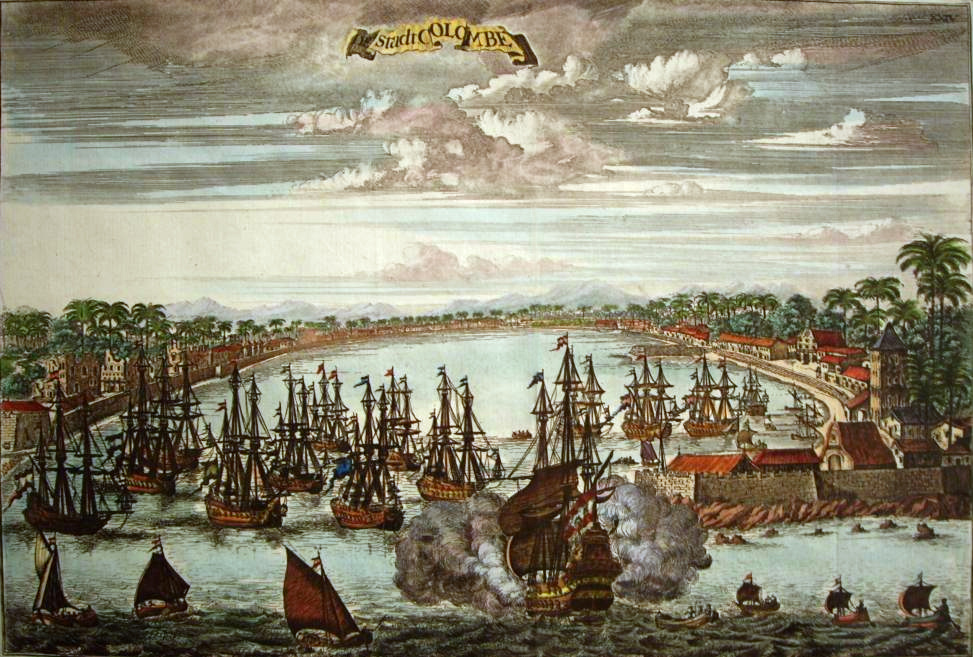
Colombo sota els holandesos il·lustració de 1775 de un gravat de Jan Kip de la fi del segle XVII

Les relacions entre els holandesos i Kandy havien estat difícils des del començament i la seva aliança es va trencar als anys 1640. Van unir altre cop les seves forces contra els portuguesos, però aquesta aliança no va sobreviure al final del setge de Colombo el 1656 i l'expulsió dels lusitans. Rajasinha II va demanar que el fort li fos confiat per ser demolit. El novembre, els holandesos van rebutjar la petició i van expulsar les forces del rei. El domini del rei sobre el seu poble era dèbil i algunes revoltes contra ell l'any 1664 i 1671 van donar ocasió als holandesos d'apoderar-se d'una gran part de Sabaragamuwa el 1665, així com de Kalpitiya, Kottiyar, Batticaloa i Trincomalee. La presa dels ports fou un seriós cop contra al regne — no només els holandesos posseïen més territoris que abans els portuguesos, sinó que tot el comerç exterior del regne era ara a les seves mans. Rajasinha va provat de negociar una aliança amb França, qui havia ocupat Trincomalee, però els francesos en foren expulsats l'any 1672. Les campanyes de 1675 i 1684 van reprendre certs territoris, però a la mort de Rajasinha II l'any 1687, cap ciutat no havia retornat sota el control del regne.
El fill de Rajasinha va pujar al tron sota el nom de Vimaladharmasuriya II; els seus vint anys de regne de 1687 a 1707, van ser prou pacífics. Una guerra comercial es va desencadenar l'any 1701, quan el regne va tancar les seves fronteres amb els territoris holandesos per impulsar el comerç dels ports de Puttalam.
Els holandesos van perdre el control del comerç de la nou de areca i van exercir represàlies; el 1707 les fronteres de Kandy havien estar obertes i els dos ports tancats. El fill de Vimaladharmasurya a continuació va pujar al tron sota el nom de Vira Narendra Sinha.
Diversos alçaments anti-holandesos van tenir lloc a les terres baixes als anys 1720 i 1730; el regne de Kandy va declarar la guerra als holandesos l'any 1736 i es van apoderar d'alguns territoris. Les hostilitats van cessar amb la designació de Gustaaf Willem van Imhoff com a governador i el 1737 la pau regnava de nou.

### Els Nayakkars i l'arribada dels britànics: 1739–1804
Una crisi de successió va esclatar a la mort de Vira Narendra Sinha l'any 1739.
No tenia més que un sol fill de ascendència singalesa, Unambuve Bandara. Però el tron de Kandy era reservat als kshatriya i la mare de Unambuve era de casta baixa. Amb el suport del bonze Weliwita Sarankara, el tron va passar al germà d'una de les esposes principals de Narendrasinha, un membre de la dinastia Nayak de Madurai (al sud de l'Índia) de llengua télugu i tàmil. Fou coronat sota el nom de Vijaya Rajasinha poc més tard en aquell mateix any.
Les relacions entre les poblacions (i la aristocràcia) singalesa i els Nayakkars van ser fràgils tot al llarg del segle xviii i el segle xix. Ja sota Narendrasinha, les temptatives per nomenar nayakkars a llocs importants a la cort havien provocat revoltes, de les quals una, el 1732, que el rei no va poder reprimir més que amb l'ajuda dels holandesos. La noblesa Nayakkar, qui buscava monopolitzar l'accés a prop del rei, era considerat com formant una elit privilegiada pel que fa a la aristocràcia autòctona, els poderosos adigars.
El regnat de Vijaya Rajasinha (1739–1747) va ser relativament pacífic, però el seu successor Kirti Sri Rajasinha va haver d'afrontar dues importants revoltes. La primera, el 1749, dirigida contra el seu pare Narenappa ; la segona, el 1760, fou més perillosa: pretenia reemplaçar-lo per un príncep siamès. Tot i aquestes tensions, la dinastia Nayakkar es va mantenir, obtenint suports per la seva acció en favor del budisme i de la cultura local.
Durant els regnes de Vijaya Rajasinha i Kirti Sri Rajasinha, Kandy ha llançat nombrosos atacs a territori holandès annexant sobretot pobles l'any 1741, 1743 i 1745. Els governadors de Ceilan, dependents de Batàvia, tenien ordres estrictes d'evitar els conflictes amb el regne, sense cedir cap dels seus privilegis, sobretot el seu monopoli sobre el comerç de la canyella. El 1761, no obstant això, Kirti Sri Rajasinha va llançar una gran invasió de les terres baixes, apoderant-se de Matara i Hanwella i de nombrosos districtes fronterers. Però la situació es va capgirar i els holandesos van recuperar Matara i Hanwella el 1762, Puttalam i Chilaw l'any 1763 i a continuació van llançar una doble invasió del centre del país. Els singalesos van desallotjar la seva capital, que va ser incendiada pels holandesos; aquests també van destrossar les terres agrícoles de la rodalia, portant el regne a la vora de la fam l'any 1764. Kirti Sri Rajasinha havia demanat ajuda als britànics l'any 1762, però sense aconseguir concloure una aliança. El 1765 els holandesos el van obligar a concloure un tractat que els concedia tots els districtes fronterers, però també totes les províncies costaneres: el regne quedava així efectivament aïllat del món exterior. Les relacions a continuació foren pacífiques fins a l'expulsió dels holandesos de l'illa l'any 1796.
Encara que diversos mariners i sacerdots britànics havien desembarcat a Ceylan des dels anys 1590, el més famós fou Robert Knox qui va publicar l'any 1681 An Historical Relation of the Island Ceylon  relatant la seu experiència durant el regnat de Rajasinha II. Un segle més tard, la implantació dels britànics a l'illa va començar amb la presa de Trincomalee per l'almirall Edward Hughes l'11 de gener de 1782, durant la Guerra d'independència americana.
El tumult de la Revolució francesa es va estendre als Països-Baixos l'any 1795 i la colònia holandesa de Ceylan va quedar sota dependència de la república Batava durant el conflicte. Els britànics han ràpidament van annexionar les seves possessions, reprenent Trincomalee (qui havia estat retornada a la VOC l'any 1784) entre el 28 i el 31 d'agost, Batticaloa el 18 de setembre i la totalitat de Jaffna el 28. Migastenne Disawa, l'ambaixador de Kandy, va negociar el febrer de 1796 a Madras un tractat garantint el retorn al regne de la major part de la costa oriental; el 15 d'aquell mes, Colombo va caure a les mans dels britànics i la presència holandesa a l'illa es va acabar.

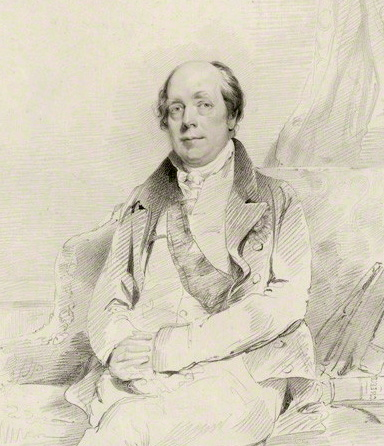
Frederick North, primer governador britànic de Ceilan.

Kirti Sri Rajasinha va morir durant aquests esdeveniments, el gener de 1796, i fou reemplaçat pel seu germà Sri Rajadhi Rajasinha.
El nou sobirà va rebutjar els termes del tractat signat per Migastenne Disawa, privant al regne de l'oportunitat de recuperar els territoris perduts una generació abans. Aquesta decisió va ser fatal: els britànics immediatament van començar a organitzar els seus nous territoris, instal·lant un sistema administratiu, educatiu i judicial. Amb la nominació de Frederick North com a governador de Ceilan (1798–1805), tot esperança del regne de recuperar els seus territoris orientals es va esvair.
Sri Rajadhi Rajasinha va morir de malaltia el 26 de juliol de 1798, sense hereu. El regnat de Sri Rajadhi Rajasinha havia estat dominat pel seu poderós primer ministre Pilima Talawe, que va fer coronar un parent del rei de 18 anys, Konnasami, sota el nom de Sri Vikrama Rajasinha. Muttusami, cunyat del difunt Sri Rajadhi Rajasinha, reclamava també el tron, però Pilima Talauve el va fer detenir amb les seves germanes. El primer ministre era pròxim dels britànics, però no podia pas controlar a Sri Vikrama Rajasinha, i en el moment d'una trobada amb aquests a Avissawella entre 1799 i 1801, els va demanar ajuda per deposar-lo al seu profit. De les negociacions complexes que van seguir, diverses solucions foren discutides i rebutjades per una o altra part.
La Companyia Britànica de les Indes orientals i la Corona britànica van gestionar en comú les seves possessions a l'illa entre 1798 i 1802, quan van estar transformades en la colònia britànica de Ceilan. Els últims territoris holandesos a l'illa foren formalment cedits als britànics pel tractat d'Amiens de 1802, però la companyia conservava no obstant això un monopoli sobre el comerç de la colònia. Els agents dels britànics foren posats al front dels lucratius monopolis sobre les perles, les plantacions de cotó, la sal i el tabac. Els tres primers anys, el govern va rebre 396.000 de £ de les pesqueries de perles. Això va compensar la baixada del preu de la canyella causada pels estocs holandesos a Amsterdam.
Les tensions van pujar i la crisi va esclatar quan un grup de súbdits britànics musulmans foren detinguts i maltractats per agents de Pilima Talawe. Les demandes de reparació britàniques foren ignorades i Frederick North va ordenar a les seves tropes d'envair Kandy (primera guerra de Kandy). El 31 de gener de 1803, un exèrcit britànic manat pel general Hay MacDowall va capturar Kandy, que va trobar abandonada. Va instal·lar Muttusami en el tron, sense obtenir l'assentiment popular. Envoltats d'una població hostil, faltant aliments i patint de malalties, es van veure obligats d'abandonar la ciutat deixant els seus malalts darrere (aquests malalts foren morts pels singalesos). Les forces de Kandy van vèncer als britànics en retirada a la ribes del Mahaweli que baixava crescut. Muttusami i tots els presoners britànics foren morts llevats de quatre, entre els quals el major Davies, substitut de MacDowall. Però l'exèrcit de Kandy fou tot seguit derrotada a Hanwella.
El 1804, una nova ofensiva britànica va acabar sense resultat i una treva fràgil va ser establerta l'any 1805.

### Annexió i rebel·lió: 1805-1817
Al curs del decenni següent, el comportament de més en més erràtic i capritxós de Sri Vikrama Rajasinha va causar disturbis importants entre la població. Va estar a punt de ser destronat l'any 1808 per una rebel·lió de Set Korales (avui el districte de Kurunegala). Pilima Talawe es va rebel·lar l'any 1810, abans de ser capturat i executat. El 1814, el rei va convocar a Kandy a Ehelepola Nilame, Dissava de Sabaragamuwa. Ehelepola va rebutjat, sospitant un parany. Per venjar-se, el rei va fer matar la seva dona i els seus tres fills. Aquesta execució fou d'una tal crueltat que la població, tot i estar habituada a les execucions públiques, es va aixecar en massa contra el rei, ja molt impopular entre el clergat budista al que havia confiscat brutalment els seus béns.

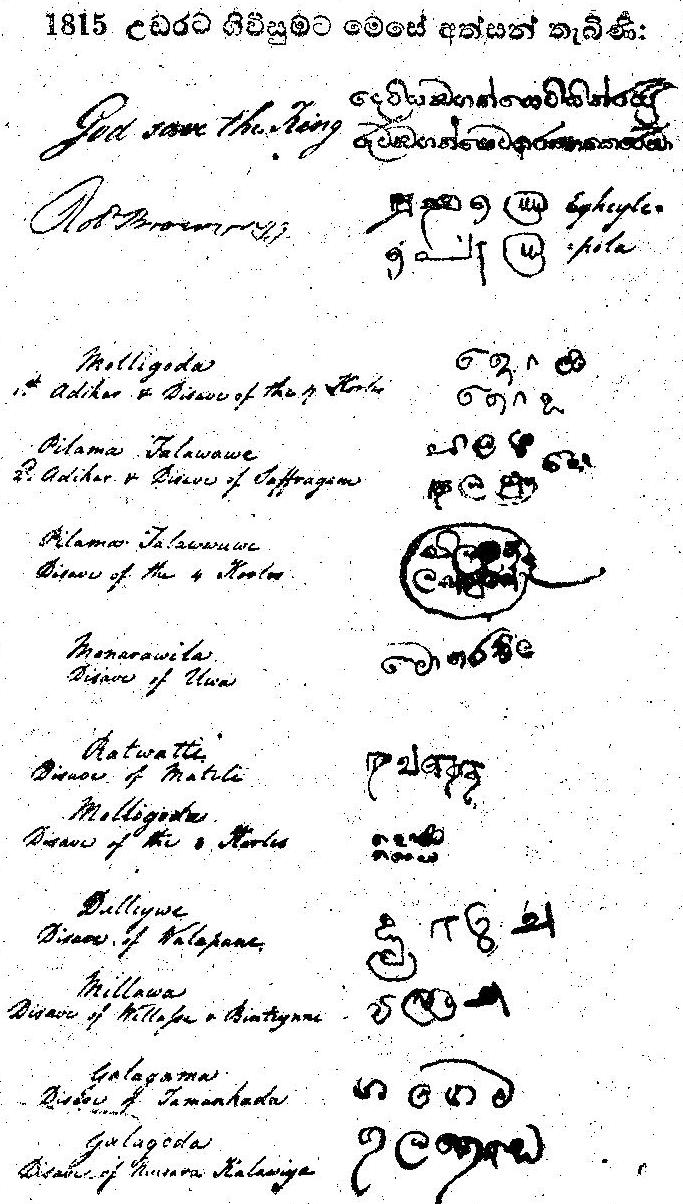
Pàgina de les signatures de la Convenció de Kandy.

El novembre de 1814, deu súbdits britànics van ser capturats i mutilats en territori de Kandy. Això va portar a la segona guerra de Kandy. El governador Robert Brownrigg va enviar el gener 1815 a les tropes britàniques des de la costa, acompanyades de tropes locals manades per Ehelepola. Molligoda, successor de Ehelepola a Sabaragamuwa i Dissava de Quatre Korales (avui al districte de Kegalle) es van unir als britànics el febrer ; Kandy fou presa el 14 de febrer i Sri Wikrama Rajasinha fou capturat el 18 pels homes de Ehelepola. Fou exilat a l'Índia, a Vellore, on va morir l'any 1832. El seu fill va morir sense fills l'any 1843, posant final a la dinastia dels Nayakkar.
El 2 de març de 1815, els representants britànics, dels quals el governador Robert Brownrigg i l'auditor general John D'Oyly, es van trobar la noblesa del regne i van concloure amb ella un acord conegut sota el nom de Convenció de Kandy. Aquest acord preveia la protecció del budisme i el manteniment del sistema administratiu local sota l'autoritat del governador britànic de Colombo, i sota el control dels agents britànics a Sabaragamuwa, Tres Korales i Uva. En la pràctica, no obstant això, els caps locals com Ehelepola i Molligoda eren perfectament conscients que ells depenien dels britànics i es quedaven com inferiors als oficials britànics els quals tenien lliure accés als seus dominis.
La rebel·lió va esclatar l'any 1817 a Wellassa, estenent-se ràpidament a Uva i a Walpane.
Keppitipola Dissave de Uva fou enviat per reprimir-la, però va fer defecció i es va unir als rebels. El juliol, tots els caps de Kandy llevat de Molligoda havien fet el mateix; diversos d'aquests, incloent Ehelepola, havien ja estat capturats. Molligoda es va assegurar que la carretera de Kandy restava oberta i Keppetipola fou capturat el 30 d'octubre. El seu aliat Madugalle Adikaram fou capturat l'1 de novembre, després de lo qual la rebel·lió es va enfonsar. Tots dos foren decapitats el 26 de novembre de 1817. Considerant la Convenció com caducada, els britànics van començar a trencar el poder de la noblesa local. Revoltes menors van tenir lloc els anys 1820, 1823 i 1824, però ningú mai més va amenaçat seriosament el poder britànic sobre les terres altes (o baixes)

## Administració

### Sobirans
El rei era al cap de totes les jerarquies del regne. Era també conegut sota el nom de  .  . ». Com posseïa totes les terres, era també anomenat  . ». Havia tanmateix de seguir els parers dels monjos budistes i dels caps tradicionals i respectar els costums i les tradicions populars, sense lo qual el poble podia aixecar-se contra ell. El incompliment d'aquestes regles li era perjudicial: es va considerar que era per haver menyspreat els consells dels bonzes i la tradició que Sri Vikrama Rajasinha havia hagut de rendir-se als britànics.

### Consell reial

#### Maha Adigars
Els adigars eren nomenats pel rei i formaven el seu consell de ministres. El seu nombre era reduït. El més important era nomenat Maha Adikarm o primer Adikar, que era l'equivalent d'un primer ministre. No hi hi havia limit temporal per aquesta posició, qui depenia del bon voler del rei; el seu posseïdor podia doncs eventualment quedar-s'hi tot la seva vida. La posició no era pas hereditària, encara que diversos membres de la mateixa família hagin pogut ser designats pel càrrec.

#### Dissawes
Els Dissaves eren nomenats pel rei. Dirigien l'administració d'una província la qual també era anomenada Dissava, en la qual eren el representant del rei i el perceptor de les taxes. En termes actuals, aquest càrrec és equivalent a una barreja de ministre en cap i de governador. Com els adigars, la seva plaça no era pas limitada en durada, ni hereditària.

#### Rate Mahaththayas
Els Rate Mahatmaya eren nomenats pel rei. Dirigien l'administració de subdivisions conegudes sota el nom de Korales: eren doncs subordinats dels dissaves. Com els adigars i els dissaves, la seva posició no estava pas limitada en durada, ni era hereditària.

#### Diyawadana Nilame
El Diyawadana Nilame era un oficiar de la casa reial encarregat de vetllar de la relíquia de la dent de Buda conservada al Temple de la Dent de Kandy i d'efectuar-hi els rituals. Un de les seves principals funcions era l'organització anual de les festes de la Perahera.
Aquest càrrec existeix encara avui.

## Exèrcit
Al Regne de Kandy no hi havia exèrcit permanent, el que era corrent a l'època, però el rei tenia una important guàrdia reial al palau. A les províncies, unes guarnicions estaven encarregats de guardar els colls estratègiques o de reprimir els alçaments. En període de guerra o en el moment de les campanyes exteriors, eren augmentats amb milícies locals.
Al curs de la seva història, les forces de Kandy es recolzaven en el terreny muntanyós i practicaven una tàctica de guerrilla, amb atacs ràpids i embuscades. Una de les característiques dels seus enfrontaments amb les forces europees fou la incapacitat de les dues parts de conservar el terreny conquistat on tallar de manera permanent els aprovisionaments de l'enemic, a l'excepció dels holandesos a partir de 1762.
Als segles xvi i xvii els reis de Kandy utilitzaven mercenaris, sovint d'orige telugu.
Amb l'arribada dels Nayakkars de l'Índia del sud, molt Tàmils d'aquesta regió van entrar a la guàrdia personal dels reis. Diversos europeus estaven també al servei del rei, dels quals un cap canoner, així com molts malais, ben considerats com combatents.
Per l'exèrcit principal, cada cap local podia reclutar una milícia qui l'acompanyava en el moment dels seus desplaçaments pel regne. El gros de les tropes estava constituït de camperols, més on menys voluntaris en temps de guerra, que havien d'aportar cadascun vint dies d'aliments i maniobraven en petites unitats sovint sense contacte els uns amb els altres. Una de les raons de la incapacitat de Kandy a conservar el terreny conquistats era la debilitat de la seva logística, molts soldats havien de replegar-se per refer les seves reserves una vegada que aquestes s'havien acabat.
Les interaccions amb els europeus havien permès la introducció de mosquetons i altres armes a foc, i a partir dels anys 1760 els arcs i les fletxes havien esdevingut obsoletes. Els armers de Kandy s'havien especialitzat a la fabricació de fusells de pedra lleugers, de calibres inferiors al dels europeus, amb canons més llargs per una millor precisió. Van també crear un tipus de canó de mà particular, el kodithuwakkuwa.

## Economia
Sota el regna de Vimaladharmasuriya I, nombrosos esforços es van fer per desenvolupar l'economia del regne, sobretot la indústria del ferro a la província de Uva i l'agricultura a llocs com Kothmale, Walapane, Harispaththuwa, Uva, Hewaheta, Udunuwara, Yatinuwara i Ududumbara.
El regne importava sobretot seda, te i el sucre i exportava canyella, pebre i la nou d'areca.

## Divisions administratives
Al començament del regne eren en nombre de cinc :
| Nom            | Nom actual               | Districte actual    |
| -------------- | ------------------------ | ------------------- |
| Siduruwana     | Uda Nuwara i Uda Palatha |                     |
| Balawita       | Harispaththuwa           |                     |
| Matale         | Matale                   | Districte de Matale |
| Dumbara        | Dumbara                  |                     |
| Sagama Tungama | Walapane i Hewaheta      |                     |

## Religions

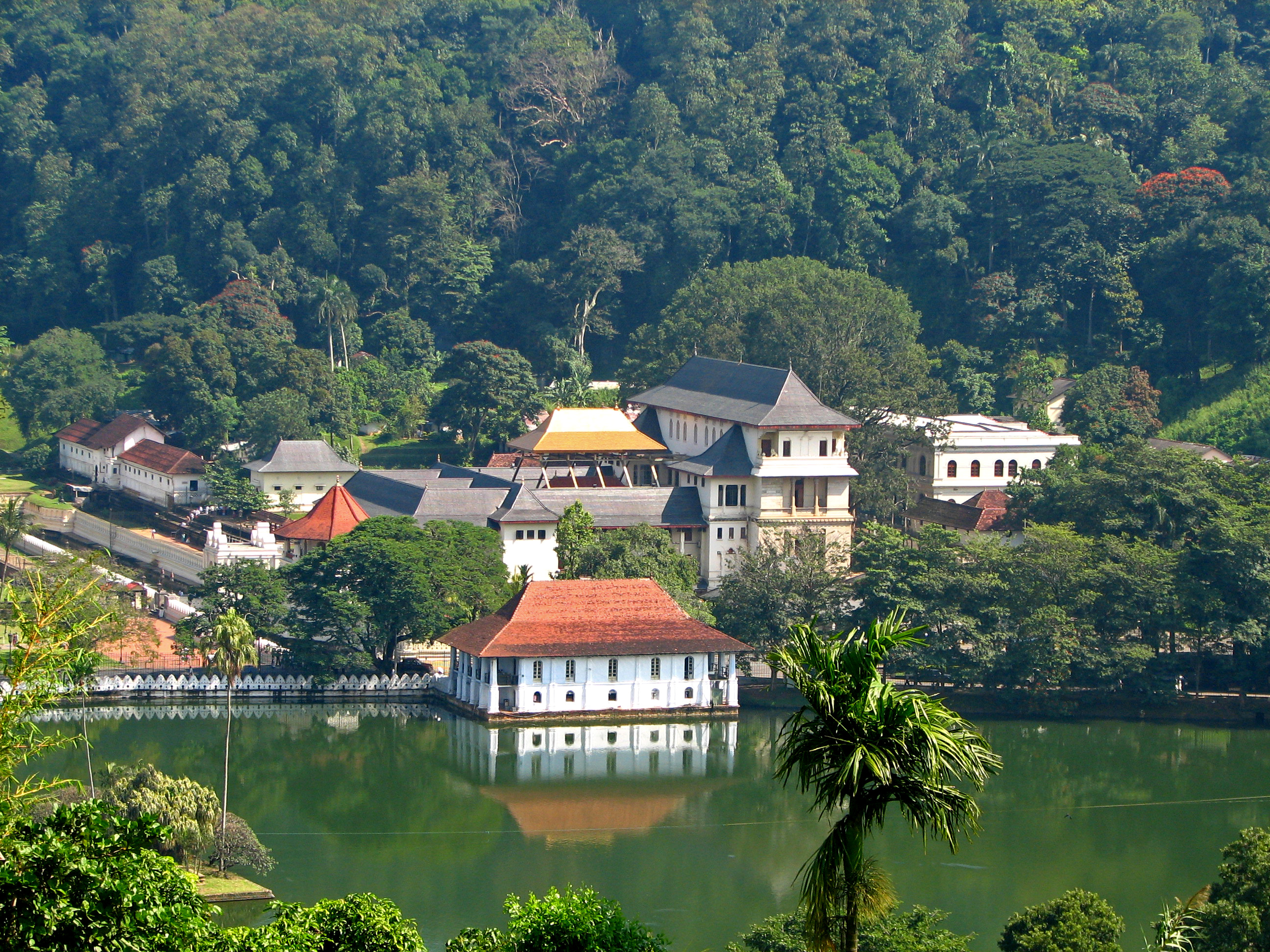
El Temple de la Dent de Kandy és encara avui el centre del budisme al Sri Lanka.

El budisme era religió d'estat. No obstant això, amb l'arribada al poder de la dinastia Nayakkar, elements de hinduisme foren introduïts.
La dinastia de Vimaladharmasuriya I va tolerar àmpliament als cristians, en particular els catòlics que fugien les possessions portugueses després de la seva ocupació pels holandesos. En certs casos, els reis de Kandy fins i tot van protegit els agents catòlics, l'exemple més conegut fou la protecció concedida per Vimaladharmasuriya II a Joseph Vaz al voltant del segle xviii. L'atmosfera religiosa va tanmateix canviar radicalment amb l'arribada de la dinastia Nayakkar: El 1743 Vijaya Rajasinha va ordenar cremar les esglésies i va llançar una repressió general contra el cristianisme, qui no va cessar sota el seu successor Kirti Sri Rajasinha.